# Джордан, Оливия
Оливия Джордан Томас (англ. Olivia Jordan Thomas, род. 28 сентября 1988) — американская фотомодель и актриса. Победительница конкурса красоты «Мисс США 2015». Участница конкурса «Мисс Вселенная 2015». Также представляла США на конкурсе «Мисс мира 2013».

## Биография
Оливия Томас родилась и выросла в Талсе, штат Оклахома. Её родители — Боб и Джилл Томас, отец в студенческие годы был игроком команды Университета Талсы по американскому футболу. Оливия училась в старшей школе епископа Келли в Талсе, где была членом ученического совета, входила в команду по теннису и была капитаном команды чирлидеров. После окончания школы поступила в Бостонский университет. Во время учёбы в университете она работала фитнес-инструктором и персональным тренером, тогда же попала на съёмки фильмов «Толстяк на ринге» и «Третий лишний», где снялась в эпизодических ролях. В мае 2011 года она окончила университет со степенью бакалавра медицинских наук, переехала в Лос-Анджелес, чтобы стать моделью и актрисой. Когда Оливия пыталась стать членом Гильдии киноактёров, она узнала, что некая Оливия Томас уже зарегистрирована в ней, поэтому стала использовать среднее имя вместо фамилии и стала известна как Оливия Джордан.
В 2013 году Джордан приняла участие в конкурсе красоты «Мисс Калифорния США», где заняла второе место. В том же году она представляла США на конкурсе «Мисс мира», где вошла в первую двадцатку. В 2015 году Джордан победила на конкурсе «Мисс Оклахома» и в том же году выиграла конкурс «Мисс США», проходивший в Батон-Руже.
Джордан снималась для журналов Cosmopolitan, Shape и японской версии Vogue. В 2015 году она участвовала в модном показе Шерри Хилл в рамках Недели моды в Нью-Йорке. Оливия — активный член организации Children of the Night, которая борется с детской проституцией в США, и Alzheimer’s Association, для которой она в 2015 году помогла собрать 1,3 млн долларов. Также Джордан исполнила небольшие роль в фильмах «Джобс: Империя соблазна», «Машина времени в джакузи 2» и сериале «Убийство первой степени».

## Личная жизнь
В 2019 году вышла замуж за актёра Джея Гектора.У них есть один ребенок.

## Фильмография
| Год  |   | Русское название           | Оригинальное название  | Роль                 |
| ---- | - | -------------------------- | ---------------------- | -------------------- |
| 2012 | ф | Третий лишний              | Ted                    | девушка на вечеринке |
| 2012 | ф | Толстяк на ринге           | Here Comes the Boom    | девушка у ринга      |
| 2013 | ф | Джобс: Империя соблазна    | Jobs                   | девушка в спальне    |
| 2014 | с | Убийство первой степени    | Murder in the First    | Джессика (2 эпизода) |
| 2014 | ф | 10,0 – большой             | 10.0 Earthquake        | Фелисия              |
| 2015 | ф | Машина времени в джакузи 2 | Hot Tub Time Machine 2 | подружка невесты     |